# Màxim el Confessor
Màxim el Confessor (grec antic: Μάξιμος ὁμολογητής; llatí: Maximus Confessor) o Màxim el Monjo (grec antic: Μάξιμος μοναχός) fou un destacat eclesiàstic romà d'Orient que va viure als segles vi i vii. És venerat com a sant per diverses confessions cristianes.

## Biografia
Va néixer a Constantinoble vers el 580 de pares nobles i coneguts per la seva pietat. Fou educat amb cura i va obtenir l'excel·lència en gramàtica, retòrica, i filosofia i en aquesta darrera va predicar l'amor a la veritat.
El 610 l'emperador Heracli, que acabava de pujar al tron, el va nomenar secretari en cap i li va donar molta confiança. Va deixar el càrrec en data desconeguda però probablement a l'entorn del 625, i se'n va anar com a monjo al monestir de Chrysopolis, al Bòsfor, però al costat asiàtic; allí es va destacar per les seves pràctiques de rigorós ascetisme, i finalment va arribar a hegumen (abat) del monestir.
Un temps després se'n va anar a Cartago, però no se sap s'hi hi va romandre o va tornar. El 645 encara era a Àfrica, quan va tenir una disputa amb Pirrus I, el deposat patriarca de Constantinoble, en presència del patrici Gregori i uns quants bisbes de la província, en què va parlar contra l'heretgia monotelista, que després fou anatematitzada pels bisbes africans en un concili. El mateix Pirros fou convençut pel seu rival i va renunciar a les seves creences, però després hi va retornar i fou altre cop patriarca breument vers el 654.
Mentre Màxim, després de l'elecció de Martí I va anar a Roma on va estimular l'opinió del papa contra els monotelistes i el va impulsar a convocar el concili del Laterà que va anatematitzar l'heretgia i les seves derivacions, cosa que va irritar a l'emperador Constant II que ja havia decidit extingir la controvèrsia per mitjà d'un tipos (edicte, Τύπος) i va fer enviar al papa, a Màxim i a altres bisbes occidentals presoners a Constantinoble (654). El papa fou enviat a l'exili al Quersonès Tàuric on va morir (655). Màxim fou desterrat a Byza a Tràcia. Teodosi bisbe de Cesarea de Bitínia i dos nobles, Pau i Teodosi amb alguns altres, van tractar de convèncer a Màxim d'acceptar la doctrina monotelista, però no ho van aconseguir. Un temps després fou portat a Constantinoble i empresonat i mutilat als pocs dies (se li va tallar la llengua i la mà dreta) per tornar a ser enviat a l'exili al Caucas on va morir al cap de poc.

## Obres
Va escriure:
- 1. Πρὸς Θαλάσσιον τὸν ὁσιώτατον πρεσβύτερον καὶ ἡγούμενον περὶ διαφόρων ἀπόρων τῆς Δείας γραφῆς, Ad Sanctissimum Presbyterum ac Praepositum Thalassium, de variis Scripturae Sacrae Quaestionibus ac Dubiis. Aquesta obra va ser durament criticada pel seu estil per part del patriarca Foci: conté la solució a seixanta-cinc dificultats a les Escriptures. L'obra conservada va acompanyada d'uns Escolis d'un comentarista anònim, aparentment del final del segle xi, o de principis del XII.
- 2. Εἰς τὴν προσευχὴν τοῦ Πάτερ ἡμῶν πρός τινα φιλόχριστον ἑρμενεία σύντομος, Orationis Dominicae brevis Expositio, ad quendam Christo devotum.
- 3. Λόγος ἀσκητικὸς κατὰ πεῦσιν καὶ ἀπόκρισιν, Liber ad Pietatem exercens per Interrogationem et Responsionem.
- 4. Κεφάλαια περὶ ἀγάπης, Capita de Charitate. Aquesta obra ens ha arribat també amb escolis.
- 5. Περὶ Θεολοψίας καὶ τῆς ἐνσάρκου οἰκονομίας τοῦ υἱοῦ Θεοῦ ς´, Ad Theologiam Deique Filii in Carne Dispensationem spectantia Capita Ducenta.
- 6. Κεφάλαια διάφορα Δεολοψικά τε καὶ ὀκονομικὰ, καὶ περὶ ἀρετῆς καὶ κακίας, Diversa Capita ad Thelogiam et Oeconomiam spectantia, deque Virtute ac Vitio.
- 7. Περὶ τῆς ἁψίας Τριάδος διάλοψοι έ, Dialogi quinque de Sancta Trinitate. Aquesta obra s'ha atribuït també a Sant Atanasi d'Alexandria.
- 8. Μυσταψωψια περὶ τοῦ τίνων σύμβολα τὰ κατὰ τὴν ἁψίαν ἐκκλησιαν ἐπὶ τῆς συνάεεως τελούμενα καφέστηκε. Mystagogia qua explicantur quorum Signa sint quae in Sacra Ecclesia peraguntur in Divina Synaxi s. Collecta.
- 9. Κεφάλαια Δεολοψικά, ἤτοι ἐκλοψαὶ ἐκ διαφόρων Βιβλίων τῶν τε κα? ἡμᾶς καὶ τῶν γύραφεν, Capita Thelogica, id est scite dicta atque electa ex Diversis tum Christianorum turn Gentilium ac Profanorum Libris; abreujat, Sermones per Excerpta, or Loci Communes. Un recull de sentències o pensaments ordenats en setanta-un λόψοι, Sermones.
- 10. Παρασημείωσις τῆς γενομένης ζητήσεως, κ. τ. λ., Acta Disputationis, &c. Parla de la discussió entre Pirrus i Màxim a Àfrica.
- 11. Epistolae, partim communes, partim dogmaticae et polemicae.
- 12. Fragments. Es va recollir especialment l'exposició que va fer sobre el Càntic dels Càntics de Salomó.
- 13. Scholia. Sobretot comentaris a les obres del Pseudo-Dionís l'Areopagita.
- 14. Ἐξήψησια κεφαλαιώδης περὶ τοῦ κατὰ Χρεστὸν τὸν Θεὸν ἡμῶν σωτηρίου πάσχα, τὸ διαψραφὲν κανόνιον ἑρμηνεύουσα, Brenis Enarration Christiani Paschatis, qua descripti Laterculi ratio declaratur, or Computus Ecclesiasticus. Un càlcul sobre la data per celebrar la Pasqua de Resurrecció.
- 15. Ἄπορα, Ambigua sive Difficilia Loca in Orationibus quibusdam Gregorii Nazianzeni explanata, ad Joannem Cyzici Episcopum.
- 16. Περὶ διαφόρων ἀπόρων τῶν ἁψίων Διονυσίου καὶ Γρηγορίου, De variis Difficilibus Locis Dionysii Areopagitae et Gregorii Nazianzeni.
- 17. Ἀποήματα γραφικά, Dubia S. Scrip turae, també anomenada Γραφικῶν ἀπορημάτων λύσεις, Dubiorum S. Scripturae Solationes.

## Veneració
És considerat sant per l'església grega i per la llatina i se celebra el 21 de gener i el 12 i 13 d'agost pels grecs, i el 13 d'agost pels llatins.